# Палай Андрій Йосипович
Андрі́́й Йо́сипович Палай (нар. 11 листопада 1985 — пом. 8 лютого 2015) — солдат Збройних сил України.

## Життєпис
В часі війни — навідник—командир зенітного артилерійського відділення, зенітний ракетно-артилерійський взвод роти вогневої підтримки 15-го окремого гірсько-піхотного батальйону.
8 лютого 2015-го загинув внаслідок артилерійського та гранатометного обстрілу опорного пункту «Лама» — під час відведення підрозділу із селища Рідкодуб.
Похований в місті Ужгород, кладовище «Кальварія», Пагорб Слави.

## Нагороди та вшанування
За особисту мужність і героїзм, виявлені у захисті державного суверенітету та територіальної цілісності України, вірність військовій присязі під час російсько-української війни, відзначений — нагороджений
- Указом Президента України № 270/2015 від 15 травня 2015 року — орденом «За мужність» III ступеня (посмертно)[1]
- почесний громадянин Ужгорода (вересень 2015, посмертно)
- алеї, що з'єднує вулиці Заньковецької та Перемоги і пролягає до ужгородської ЗОШ № 19, присвоєно ім'я Андрія Палая.